# Хайнрих фон Хунолщайн
Хайнрих фон Хунолщайн (на немски: Heinrich zu Hunolstein; † 24 февруари 1486) е Фогт е наследствен господар и фогт на замък Хунолщайн в Морбах в Хунсрюк (Рейнланд-Пфалц).

## Произход и наследство
Той е син на фогт Николаус VI фон Хунолщайн († 1455) и съпругата му Демудис Кемерер фон Вормс-Далберг († 1455), дъщеря на Йохан X Кемерер фон Вормс († 1415) и Анна фон Бикенбах († 1415). Внук е на фогт Николаус V фон Хунолщайн († сл. 28 февруари 1431) и втората му съпруга Ида фон Ербах-Ербах († сл. 1402). Сестра му Ирмгард фон Хунолтщайнн († сл. 1480) се омъжва 1444 г. за Йохан III фон Виненбург-Байлщайн († 1470).
Хайнрих фон Хунолтщайн умира на 24 февруари 1486 г. и е погребан в Ноймаген. Старата династична линия на наследствените „фогтове фон Хунолщайн“ измира през 1488 г. и тяхната собственост е взета от архиепископите на Трир.

## Фамилия
Хайнрих фон Хунолтщайн се жени на 23 март 1466 г. за Елизабет фон Болхен († между 31 октомври 1506/27 август 1507), дъщеря на Йохан фон Болхен(† 1468), провост в Люксембург, и Маргарета фон Елтер († 1480). Те имат една дъщеря:
- Елизабет Фогт фон Хунолтщайн-Ноймаген (* ок. 1475; † сл. 4 юни 1538), наследничка на Ноймаген и Санкт-Йоханисберг, омъжена на 11 септември 1497 г. за Салентин VII фон Изенбург († 1534)